# Sipaliwinisavanne (plaats)
Sipaliwinisavanne, ook Sipaliwini genoemd, is een dorp in het gebied Sipaliwinisavanne in het uiterste zuiden van Suriname. Het ligt aan de Sipaliwinirivier in het ressort Coeroenie in het district Sipaliwini. Bij het dorp ligt de landingsstrook  Sipaliwini Airstrip. Vanaf het dorp is de berg Vier Gebroeders te zien.
VIDS registreerde in oktober 2021 160 inwoners en in maart 2022 97 inwoners.
In het dorp bevindt zich een basisschool. Sinds november 2019 is er elektriciteit in het dorp dat geleverd wordt door zonnepanelen. Er is verder een gebouw voor de hulppoli en een vervallen kerk.
In 2014 werd het dorp al jaren getroffen door mislukte oogsten die veroorzaakt werden door draagmieren. Tijdens het natte seizoen van 2022 verrotten de gewassen in de grond waardoor oogsten opnieuw zijn mislukt.

## Inwoners
In het dorp wonen Trio-inheemsen. Dorpelingen hebben geregeld contact met de Trio in het Braziliaanse dorp Missão Tiriyó. Te voet wordt de afstand in anderhalve dag overbrugd.
In Sipaliwini wonen begin 21e eeuw naast Trio ook nog nakomelingen van volken die vroeger in Suriname hebben geleefd.

## Kapiteins
Het bestuur is in handen van een kapitein met vier basja's.
- Ewka Oochpatapo, hoofdkapitein (2010 of eerder tot 2018/2019)[9]
- Essikeo Japawai (sinds 2021/2022)